# Hard Nut！～數學女孩的戀愛事件簿～
《數學女孩的戀愛事件簿》（日語：ハードナッツ! 〜数学girlの恋する事件簿〜），是根據蒔田光治的原作改編，從2013年10月20日開始播放的日本放送協會連續劇，播放時間為日本時間星期日晚上十時。由橋本愛、高良健吾合作主演，上一部合作的電視劇是「罪與罰」。

## 釋義
「Hard Nut」的意思
- 疑難問題（hard nut to crack）
- 奇怪的人

## 劇情簡介
女主角是就讀東都大學數學系的難波胡桃（橋本愛 飾），認為世間萬物都可以轉換成數據，並通過數學公式找出規律。努力學習數學，想替父母報仇。她邂逅來學校尋訪暗號專家森崎教授的初音署刑警伴田龍彥（高良健吾 飾）。伴田精明幹練卻不被重用，胡桃便運用自己出色的數學及推理能力，協助伴田解決一樁樁高智商犯罪案件(第1、2話利用因式分解解讀暗號找出犯人，第3話利用畢達哥拉斯音律拆穿女副教授的謊言，第4話利用計量文獻學分析寫作習慣找出真正的兇手，第5話在做料理時發現下毒的方法，第6話利用統計學5％基準發現隱藏的案件，第7、8話從話語中發現幕後策劃者)。

## 演員
| 演員                    | 角色       | 備註 |
| 橋本愛 童年：甲斐惠美利 | 難波胡桃   | 東都大學數學系學生。父親經營小工廠，開發新技術獲得專利，卻被大出俊一郎騙走專利，後自殺。                                                                                         |
| 高良健吾                | 伴田龍彥   | 初音警察署刑事課警察，父親是罪犯，11月17日生。 |
| 岡野真也                | 淺尾奈津子 | 東都大學文學院學生。 |
| 大河内浩                | 權堂篤法   | 東都大學法學科教授，會把做出違法行為的學生退學。 |
| 本井博之                | 森崎教授   | 東都大學數理科學研究科教授，暗號專家，曾提供CPS的改良建議給貴島道夫。 |
| 矢島健一                | 青山雅弘   | 警視廳搜查一課課長。 |
| 勝村政信                | 小林幸司   | 警視廳搜查一課管理官。 |
| 波岡一喜                | 高垣純     | 警視廳搜查一課警察。 |
| 肥野龍也                | 吉倉       | 警視廳搜查一課警察。 |
| 清水一彰                |            | 初音警察署刑事課課長，要求伴田龍彥接受複檢才可以繼續搜查任務。 |
| 橋本真實                | 高野沙織   | 初音警察署巡查長。 |
| 小濱正寬                | 山崎       | 警視廳搜查二課警察，假扮解開暗號的數學家，經濟學系畢業。 |
| 森田甘路                | 伊集院滿   | 賭博的富二代大學生，會出老千，最常用的牌型是鐵隻K，1990年出生。 |
| 北代高士                | 岩崎麗志   | 賭博的富二代大學生，1990年出生。 |
| 藤村直樹                | 安田總一郎 | 賭博的富二代大學生，1991年出生。 |
| 尚玄                    | 演講者     | 認為危機就是轉機，爆炸案受害者。 |
| 嶋田久作                | 湯澤道明   | 17歲畢業於哈佛工科大學的天才數學家，炸彈恐怖份子，1955年出生。 |
| 森下能幸                | 瀧田       | 瀧田製作所社長，金屬加工業，兒子被湯澤道明引起的爆炸炸死。 |
| 户田昌宏                | 岡崎       | 大崎天空大廳警備員，未婚妻被湯澤道明引起的爆炸炸死。 |
| 齊木茂                  | 小板橋洋二 | 京南大學綜合數理學研究科教授，規劃古典音樂和數學理論的課程，委託難波胡桃創作不舒服的音樂，1953年出生。                                                                           |
| 大和田健介              | 坂下學     | 小板橋洋二的助手，1985年出生。 |
| 中越典子                | 堤彩葉     | 京南大學綜合數理學研究科副教授，擁有絕對音感，1981年出生。 |
| 小松利昌                | 三條文也   | 數論堂出版社雜誌編輯，多次採用小板橋洋二的論文，1973年出生。 |
| 目黒祐樹                | 佐伯隆弘   | 佐伯淨水株式會社社長，背後有暴力集團「龍斗會」勢力。 |
| 富家規政                | 川上       | 佐伯淨水株式會社副社長。 |
| 谷口一                  | 秋山修平   | 原佐伯淨水株式會社社員，想告發公司內部違法行為，被公司以挪用公款的名義解雇。 |
| 青柳文太郎              | 新聞播報員 | 報導有關佐伯淨水株式會社的淨水器濾芯被混入毒藥的相關新聞。 |
| 澀川清彥                | 板東       | 暴力集團「龍斗會」的死敵。 |
| 小須田康人              | 夏目慎一郎 | 葡萄酒評酒家，改良Ashenfelter的葡萄酒方程式(葡萄酒品質=12.145+0.00117×冬季降雨量+0.0614×生長季節平均溫度-0.00386×收穫季的降雨量)，數值越大則品質越好，用來預測日本葡萄酒的品質。 |
| 原沙知繪                | 夏目里花子 | 夏目慎一郎的妻子，1981年9月8日出生。 |
| 岡田浩暉                | 里中良人   | SNF葡萄酒基金公司社長，里中舞的丈夫。 |
| 能世安奈                | 里中舞     | 把數學運用在做料理的研究家，很有人氣，1984年出生。 |
| 吉澤悠                  | 貴島道夫   | 科學數據公司職員，CPS(Crime Predict System,犯罪預知系統)的開發者，並在初音警察署管轄區內安裝。                                                                                   |
| 安藤廣郎                | 熱川毅     | 銀行搶劫犯，1977年出生。 |
| 剛州                    | 望月佳彌   | 伴田龍彥的情報販子，被殺死，1957年出生。 |
|                         | 春日俊彥   | 竊盜集團頭目。 |
| 正名僕藏                | 西尾聰     | 東京生物科學研究所研究員，專攻免疫學領域，新型病毒研究者。 |
| 小木茂光                | 長部       | 東京生物科學研究所所長。 |
| 池津祥子                | 三澤佳苗   | 西尾聰的助手，被殺死。 |
| 德井優                  | 川島太一   | 新型病毒感染者，後死亡，1959年出生。 |
|                         | 內村一輝   | 新型病毒感染者，後死亡，1960年出生。 |
|                         | 中川孝彥   | 新型病毒感染者，後死亡，1948年出生。 |
| 梶原善                  | 鶴橋時三   | 警視廳公安部長。 |
| 阿部朋子                | 鶴橋美津子 | 鶴橋時三的妻子，新型病毒感染者，後死亡。 |
| 堤隆博                  | JJJ        | 綁架西尾聰的恐怖集團，信奉美國KKK(Ku Klux Klan)恐怖集團。 |
| 齊藤洋介                | 大出俊一郎 | 大出控股社長。 |
| 坂田雅信                | 小田切     | 初音中央病院的醫生。 |
| 山本修夢                |            | 初音中央病院的醫生。 |
| 宮本りえ                |            | 初音中央病院的護理師。 |
| 鈴木美香                | 新聞播報員 | 報導有關新型病毒的相關新聞。 |
| 升毅                    | 黒沼       | 伴田龍彥以前的朋友。 |

## 製作人員
- 編劇     - 蒔田光治、山浦雅大
- 音樂     - 和田貴史、橘麻美
- 製作人   - 佐藤善宏
- 美術     - 古積弘二
- 攝影     - 足立真仁
- 照明     - 市川德充
- 聲音     - 藤本賢一
- 聲效製作 - 長澤佑樹
- 編輯     - 瀧田隆一
- 視覺效果 - 鎌田康介
- 記錄     - 森直子
- 導演     - 河合勇人、橋本光二郎
- 製作著作 - 日本放送協會

## 主題曲
- 東方神起「Answer」

## 播放日期、標題、收視率
| 集數                                                             | 播放日期       | 副標題                                 | 收視率 |
| ---------------------------------------------------------------- | -------------- | -------------------------------------- | ------ |
| 第1話                                                            | 2013年10月20日 | 天才數學系女大學生vs炸彈恐怖份子(前篇) |        |
| 第2話                                                            | 2013年10月27日 | 天才數學系女大學生vs炸彈恐怖份子(後篇) |        |
| 第3話                                                            | 2013年11月3日  | 死亡旋律的悲哀解法                     |        |
| 第4話                                                            | 2013年11月10日 | 情書與勒索企業的恐怖份子               |        |
| 第5話                                                            | 2013年11月17日 | 葡萄酒與殺機方程式                     |        |
| 第6話                                                            | 2013年11月24日 | 決鬥！！預測未來的男人                 |        |
| 第7話                                                            | 2013年12月1日  | 恐怖的病毒與胡桃的秘密(前篇)           |        |
| 第8話                                                            | 2013年12月8日  | 恐怖的病毒與胡桃的秘密(後篇)           |        |
| 平均收視率4.2%（收視率為日本關東地區，由Video Research所調查。） |                |                                        |        |

## 外部連結
- 電視劇官方網站（页面存档备份，存于）
- 電視劇介紹

| NHK 電視劇10                            | NHK 電視劇10                                                        | NHK 電視劇10 |
| --------------------------------------- | ------------------------------------------------------------------- | ------------ |
|                                         | Hard Nut！～數學女孩的戀愛事件簿～ （2014年6月24日－2014年8月12日） |              |
| 無聲貧窮 （2014年4月8日－2014年6月3日） | 聖女 （2014年8月19日－2014年10月7日）                               |              |